# NGC 4006
NGC 4006 (również PGC 37655 lub UGC 6951) – galaktyka eliptyczna (E), znajdująca się w gwiazdozbiorze Panny. Odkrył ją John Herschel 15 kwietnia 1828 roku.